# 애디론댁 선더
| 애디론댁 선더 | |
| 콘퍼런스      | 동부 콘퍼런스 |
| 디비전        | 노스 디비전 |
| 설립연도      | 1990년 |
| 해체연도      | |
| 역사          | 신시내티 사이클론즈 (1990년~1992년) 버밍햄 불스 (1992년~2001년) 애틀랜틱시티 보드워크 불리즈 (2001년~2005년) 스톡턴 선더 (2005년~2015년) 애디론댁 선더 (2015년~현재) |
| 경기장        | 쿨 인슈링 아레나 |
| 연고지        | 뉴욕주 글렌즈 폴스 |
| 상징색        | 빨강, 검정, 금, 하양, 은 |
| 구단주        | 캘거리 스포츠 앤 엔터테인먼트 |
| 단장          | 브래드 파스칼 |
| 감독          | 케일 매클린 |
| NHL 제휴      | 뉴저지 데블스 |
| AHL 제휴      | 빙엄턴 데블스 |
| 정규시즌 우승 | - |
| 콘퍼런스 우승 | 2 (2003, 2013) |
| 디비전 우승   | - |
| 켈리 컵       | 1 (2003) |
| 영구 결번     | - |

애디론댁 선더(Adirondack Thunder)는 미국 뉴욕주 글렌즈 폴스를 연고지로 하는 ECHL의 동부 콘퍼런스 노스 디비전 소속 아이스 하키팀이다.

## 역대 홈경기장
| 애디론댁 선더    |             |          |                    |                                       |
| 경기장           | 사용기간    | 수용인원 | 장소               | 비고                                  |
| 쿨 인슈링 아레나 | 2015년~현재 | 4,794명  | 뉴욕주 글렌즈 폴스 | 글렌즈 폴스 시빅 센터 (2015년~2017년) |